# Rubens Barrichello

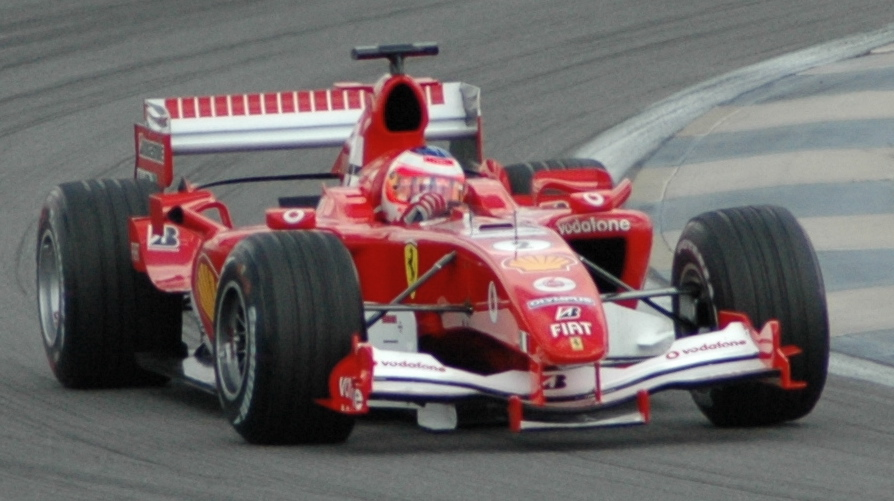
Rubens Barrichello under kvalificeringen till USA:s Grand Prix 2005

Rubens Gonçalves "Rubinho" Barrichello, född 23 maj 1972 i São Paulo, är en brasiliansk racerförare som för närvarande tävlar i Stock Car Pro Series i Brasilien. 
Barrichello är mest berömd för sina sex år i Ferrari i Formel 1 där han vann nio lopp och slutade tvåa i VM 2002 och 2004. Dessutom blev han trea i VM 2001 och 2009, den sistnämnda säsongen för Brawn GP. 
Barrichello körde under sin Formel 1 karriär för Jordan Grand Prix 1993-1996, Stewart Grand Prix 1997-1999, Ferrari 2000-2005, Honda F1 2006-2008, Brawn GP 2009 samt Williams 2010-2011. Barrichello slog det tidigare rekordet på 256 starter i Formel 1 i Turkiet 2008. När Barrichello lade hjälmen på hyllan 2011 hade han gjort totalt 322 starter i Formel 1.

## Formel 1
Barrichello har kört formel 1 sedan 1993. Han körde sex säsonger för Ferrari och var då stallkamrat med Michael Schumacher, vilket medförde att Barrichello ofta hamnade bakom eller var tvungen att stå tillbaka för stallets försteförare. Barrichello har vunnit några lopp men han har oftare kommit tvåa eller trea. Rubens Barrichello vann dock Kinas första Formel 1-lopp, Kinas Grand Prix 2004. 
Barrichello kom tvåa sammanlagt efter sin stallkamrat Michael Schumacher 2004. Säsongen 2005, som var deras sista gemensamma säsong i Ferrari, slutade Schumacher trea medan brasilianen kom på åttonde plats. Barrichello körde sedan för Honda tills stallet lämnade F1 efter säsongen 2008.  Stallet köptes av stallchefen Ross Brawn och blev Brawn GP, i vilket Barrichello fick behålla sin förarplats säsongen 2009.

## 1993-1996
Barrichello gjorde debut för Jordan säsongen 1993. Han var på väg mot en pallplats i Europas Grand Prix, men drabbades där av ett tekniskt fel. Hans enda poängplacering blev en femteplats i Japan. 
Säsongen 1994 inleddes bättre då han redan i det andra racet kom på pallen i Stilla havets Grand Prix. Men redan i det tredje racet i San Marino kunde det gått illa för Barrichello. Under fredagsträningen kom han för snabbt in i en högfartschikan och tappade kontrollen över sin bil och for in i en barriär och voltade. Han hade dock tur som klarade sig undan med en hjärnskakning och han kunde vara med redan i det följande loppet i Monaco. 
Barrichello drabbades dock av stor sorg när hans vän och mentor Ayrton Senna avled efter en krasch senare samma helg, en svart helg för Formel 1 då även Roland Ratzenberger förolyckades under kvalet. När Barrichello vaknade upp på sjukhuset på fredagskvällen var Senna den förste han såg. Senna sa, några timmar innan han dog, när han fick frågan om Barrichellos tillstånd, att "det är bra, han är bara skakad". Barrichello var med och bar Sennas kista vid dennes begravning, trots läkarnas rekommendation, som var att han skulle vila efter sin krasch. Hans säsong fortsatte starkt, trots sorgen över sin nära vän. Barrichello kom efter en rad fina insatser, dock ingen mer pallplacering, sexa i förar-VM. 
Säsongen 1995 blev en mardröm. Stallkamraten Eddie Irvine som säsongen innan inte varit i närheten av Barrichello, var plötsligt hela tiden snabbare, tills det visade sig att Barrichello omedvetet bromsat på raksträckorna därför att bromssjusteringen inte satt där han var van att ha den. 
Hans mardömssäsong fick ett tillfälligt avbrott när han kom tvåa i Kanada. Barrichello tog fler poäng än Irvine, men förtretligt nog valde Ferrari att anställa Irvine istället för honom. Ferrari hade försökt värva Rubens året innan, men han hade då inte tid att vänta på besked och stannade i Jordan. Han hade även hört om eventuellt intresse från McLaren och Benetton där det senare var seriöst. Han besökte Benettons fabrik och träffade personalen och skulle skriva kontrakt när det uppdagades att de istället hade valt Gerhard Berger.
Säsongen 1996 var något roligare för Rubens. Han kvalade bland annat in som tvåa i Brasilien, men tvingades bryta loppet. Han slog utan problem stallkamraten Martin Brundle och trots att han hade en sämre bil än Irvine i Ferrari kom han före honom i förar-VM. Därefter valde Barrichello att lämna Jordan och skrev på för den tidigare världsmästaren Jackie Stewarts nya stall Stewart Grand Prix.

## 1997-1999
Säsongen 1997, som var Barrichellos första i Stewart, var frustrerande för honom på grund av stora problem med såväl växellådans som motorns hållbarhet. I Monaco, som är det race som kräver minst av motorn, tog han dock en sensationell andraplats, mellan Michael Schumacher och Eddie Irvine i Ferrari. I övrigt hade Barrichello några bra kvalplaceringar, men några fler poäng blev det inte. 
Säsongen 1998 var ganska tuff när Ford minskade motoreffekten för att få bättre tillförlitlighet. Barrichello lyckades bara ta fyra poäng och slutade tolva i förar-VM och hans framtid i F1 ifrågasattes.
Säsongen 1999 visade han dock att det var fel genom att göra en briljant säsong med den plötsligt både kraftfulla och pålitliga Fordmotorn. 
Han tog till exempel poäng i Australien trots en brand på startplatsen och nedflyttning till de bakre startleden. Han fick han sitt stora genombrott i Brasilien där han ledde hemmaloppet under 20 varv och sedan låg trea när hans motor gick sönder.
I San Marino fick han en pallplats till skänks när Irvines motor gick sönder och Heinz Harald Frentzen snurrade i oljespillet från den. Barrichellos nästa pallplats kom i Frankrike, där han hade pole position men slutade på tredje plats. Samma placering fick han senare även i Europas Grand Prix, där hans stallkamrat Johnny Herbert vann.

## 2000
Barrichello hade inför säsongen 2000 skrivit ett tvåårskontrakt med Ferrari. Den första säsongen var dock frustrerande därför att han trodde sig kunna slå Michael Schumacher, men det var han inte kapabel till. Barrichello tog andraplatsen bakom sin stallkamrat i säsongspremiären i Australien, men tvingades åter bryta i hemmaloppet i Brasilien. I San Marino blev han sedan fyra. Barrichello tog dock pole position i Storbritannien och var på väg mot sin första seger i karriären, när han drabbades av problem med styrningen.
I Spanien nådde han en tredjeplats, vilket var hans andra pallplats för säsongen. Europas Grand Prix blev ännu en frustrerande tävling för Barrichello, då Schumacher vann och han ännu en gång blev fyra. I Monaco blev han dock tvåa bakom David Coulthard efter att hans stallkamrat fått tekniska problem. Barrichello upprepade andraplaceringen i Kanada och sedan följde två tredjeplatser i Frankrike och Österrike.
När serien kom till Tyskland hade Barrichello ett uselt kval och fick starta från den artonde startrutan men i loppet gick mycket bättre. Han satte högsta fart från början och plockade bil efter bil och när säkerhetsbilen kom ut, på grund av en strejkande före detta anställd på Mercedes, han kom tidsmässigt ikapp Mika Häkkinen och David Coulthard som slogs i toppen. När sedan regnet började falla på delar av banan valde Barrichello att stanna ute och tog in mycket tid i skogssektionen, men förlorade den sedan på den långsamma och blöta stadionsektionen. Han hade dock ett försprång på cirka 15 sekunder och gjorde inga misstag och tog sin första F1-seger i karriären. På prispallen grät han i den brasilianska flaggan och tackade sin far, Gud och Ayrton Senna för segern.
I de tre följande racen tog han bara tre poäng, men i USA kom han tillbaka och kom tvåa bakom Schumacher och i Japan blev han fyra. Han avslutade säsongen med en tredjeplats i Malaysia, vilket förde upp honom till en fjärdeplats i förarmästerskapet med 62 poäng. Det var en godkänd insats första säsongen i ett större stall. Barrichello själv var dock väldigt besviken eftersom han istället för att vara andreförare hade förväntat sig att vinna VM-titeln.

## 2001
Säsongen 2001 ville Barrichello återta sin status efter att världsmästaren Michael Schumacher kört ifrån honom säsongen innan. 
I Australien lyckades han dock inte med det. 
Barrichello blev där omkörd av David Coulthard efter ett missförstånd när han skulle varva debutanten Fernando Alonso, men slutade dock trea.
I Malaysia åkte både Schumacher och Barrichello av på en oljefläck från Olivier Panis sprängda motor. Sedan kom ett ösregn och när kaoset lagt sig låg de båda Ferrariförarna sist. Schumacher vann loppet överlägset efter en fantastisk körning medan Barrichello slutade på en lika fantastisk andra plats. Frustrationen blev dock Barrichellos fall hemma i Brasilien, där hans bil gick sönder på väg till startgriden. Han tvingades då springa tillbaka till depån och byta till reservbilen. Han kolliderade sedan med Ralf Schumacher i en manöver som båda förarna senare varnades för.
I San Marino gjorde Barrichello en stark insats när han tog en pallplats trots att han valde fel däck. I Spanien misslyckades Rubens på grund av en trasig hjulupphängning.  
Österrikes Grand Prix blev också en mardröm för Barrichello. Han blev där ombedd att släppa Schumacher förbi sig, något som tog hårt på hans stolthet och han gjorde det därför inte förrän i den sista kurvan på sista varvet och slutade därmed två i racet. Barrichello var riktigt irriterad efteråt och det kom därför som en stor överraskning när Ferrari i Monaco berättade att Barrichello skulle köra för stallet även den följande säsongen.

## F1-karriär
| Säsong     | Stall/Tillverkare | Placering  | Lopp | Poäng | Etta | Tvåa | Trea | Pole | Varv |
| ---------- | ----------------- | ---------- | ---- | ----- | ---- | ---- | ---- | ---- | ---- |
| 1993       | Jordan-Hart       | 17         | 16   | 2     |      |      |      |      |      |
| 1994       | Jordan-Hart       | 6          | 16   | 19    |      |      | 1    | 1    |      |
| 1995       | Jordan-Peugeot    | 11         | 17   | 11    |      | 1    |      |      |      |
| 1996       | Jordan-Peugeot    | 8          | 16   | 14    |      |      |      |      |      |
| 1997       | Stewart-Ford      | 13         | 17   | 6     |      | 1    |      |      |      |
| 1998       | Stewart-Ford      | 12         | 16   | 4     |      |      |      |      |      |
| 1999       | Stewart-Ford      | 7          | 16   | 21    |      |      | 3    | 1    |      |
| 2000       | Ferrari           | 4          | 17   | 62    | 1    | 4    | 4    | 1    | 3    |
| 2001       | Ferrari           | 3          | 17   | 56    |      | 5    | 5    |      |      |
| 2002       | Ferrari           | 2          | 17   | 77    | 4    | 5    | 1    | 3    | 5    |
| 2003       | Ferrari           | 4          | 16   | 65    | 2    | 1    | 5    | 3    | 3    |
| 2004       | Ferrari           | 2          | 18   | 114   | 2    | 7    | 5    | 4    | 4    |
| 2005       | Ferrari           | 8          | 19   | 38    |      | 2    | 2    |      |      |
| 2006       | Honda             | 7          | 18   | 30    |      |      |      |      |      |
| 2007       | Honda             | 20         | 17   | 0     |      |      |      |      |      |
| 2008       | Honda             | 14         | 18   | 11    |      |      | 1    |      |      |
| 2009       | Brawn-Mercedes    | 3          | 17   | 77    | 2    | 3    | 1    | 1    | 2    |
| 2010       | Williams-Cosworth | 10         | 19   | 47    |      |      |      |      |      |
| 2011       | Williams-Cosworth | 17         | 19   | 4     |      |      |      |      |      |
| Sammanlagt | Sammanlagt        | Sammanlagt | 326  | 658   | 11   | 29   | 28   | 14   | 17   |

| 1. Tyskland 2000 2. Europa 2002 3. Ungern 2002 4. Italien 2002 5. USA 2002 6. Storbritannien 2003 7. Japan 2003 8. Italien 2004 9. Kina 2004 10. Europa 2009 11. Italien 2009 |

| 1. Kanada 1995 2. Monaco 1997 3. Australien 2000 4. Monaco 2000 5. Kanada 2000 6. USA 2000 7. Malaysia 2001 8. Monaco 2001 9. Tyskland 2001 10. Ungern 2001 11. Italien 2001 12. San Marino 2002 13. Österrike 2002 14. Storbritannien 2002 15. Belgien 2002 16. Japan 2002 17. Malaysia 2003 18. Australien 2004 19. Bahrain 2004 20. Spanien 2004 21. Europa 2004 22. Kanada 2004 23. USA 2004 24. Ungern 2004 25. Australien 2005 26. USA 2005 27. Australien 2009 28. Spanien 2009 29. Monaco 2009 |

| 1. Stilla havet 1994 2. San Marino 1999 3. Frankrike 1999 4. Europa 1999 5. Spanien 2000 6. Frankrike 2000 7. Österrike 2000 8. Malaysia 2000 9. Australien 2001 10. San Marino 2001 11. Österrike 2001 12. Frankrike 2001 13. Storbritannien 2001 14. Kanada 2002 15. San Marino 2003 16. Spanien 2003 17. Österrike 2003 18. Europa 2003 19. Italien 2003 20. Monaco 2004 21. Frankrike 2004 22. Storbritannien 2004 23. Belgien 2004 24. Brasilien 2004 25. Europa 2005 26. Kanada 2005 27. Storbritannien 2008 28. Storbritannien 2009 |

| 1. Belgien 1994 2. Frankrike 1999 3. Storbritannien 2000 4. Australien 2002 5. Österrike 2002 6. Ungern 2002 7. Brasilien 2003 8. Storbritannien 2003 9. Japan 2003 10. USA 2004 11. Italien 2004 12. Kina 2004 13. Brasilien 2004 14. Brasilien 2009 |

| 1. Australien 2000 2. Tyskland 2000 3. Belgien 2000 4. San Marino 2002 5. Monaco 2002 6. Storbritannien 2002 7. Italien 2002 8. USA 2002 9. Brasilien 2003 10. Spanien 2003 11. Storbritannien 2003 12. Kanada 2004 13. USA 2004 14. Italien 2004 15. Japan 2004 16. Kina 2009 17. Spanien 2009 |

| 1. Spanien 1999 2. Australien 2008 |